# Museo nazionale della ceramica Duca di Martina
Il Museo nazionale della ceramica Duca di Martina è un museo di Napoli dedicato alle arti decorative. È ospitato dal 1927 all'interno della Villa Floridiana, al Vomero.
Dal dicembre 2014 il Ministero per i beni e le attività culturali lo gestisce tramite il Polo museale della Campania, nel dicembre 2019 divenuto Direzione regionale Musei.

## Storia

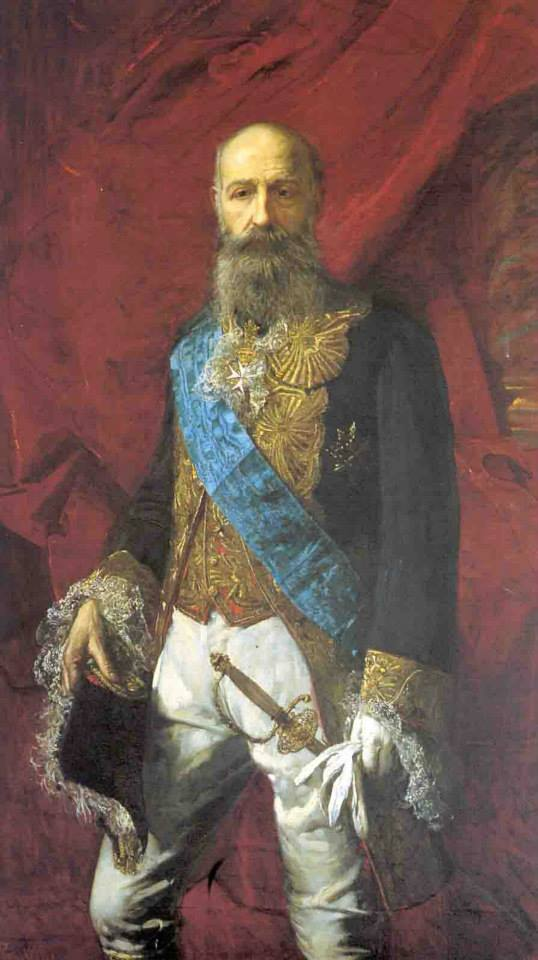
Ritratto di Placido de Sangro, duca di Martina.

La ricca collezione di oggetti, raccolti nella seconda metà dell'Ottocento da Placido de Sangro, duca di Martina e donata alla città di Napoli nel 1911 dal nipote di questi, Placido de Sangro conte dei Marsi, rispecchia felicemente il clima d'entusiasmo e di rinnovato interesse verso le cosiddette arti minori che si diffuse in quell'epoca in Europa.
Il duca di Martina, estimatore e conoscitore di ogni tipo di manufatti, acquistò oggetti nelle maggiori capitali europee radunando, a partire dalla metà dell'Ottocento, una imponente collezione di manufatti artistici minori: vetri, cuoi, coralli, avori e soprattutto porcellane e maioliche.
Le raccolte del Museo hanno subito un ulteriore accrescimento nel 1978, quando un erede del duca di Martina, Riccardo de Sangro, ha ceduto in legato testamentario una collezione di 580 oggetti tra porcellane, maioliche e mobili provenienti dall'originaria raccolta di Placido de Sangro.
Ancora, in occasione della più recente donazione dell'architetto Ezio Bruno De Felice e di sua moglie Eirene Sbrizolo, le collezioni del Museo si sono ulteriormente arricchite di pregevoli manufatti di tartaruga.

## Itinerario museale

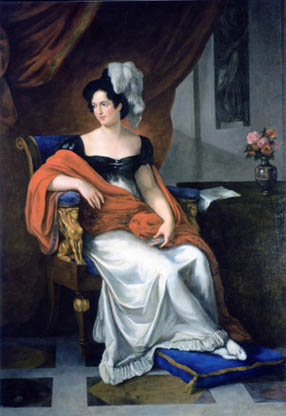
Ritratto di Lucia Migliaccio, duchessa di Floridia.

Il Museo nazionale della ceramica Duca di Martina ospita una delle maggiori collezioni italiane di arti decorative, comprendendo oltre seimila opere di manifattura occidentale ed orientale, databili dal XII al XIX secolo.
Esso si sviluppa su tre livelli: piano terra, piano seminterrato e primo piano.
La visita al Museo inizia dal vestibolo dove sono esposti i ritratti di Ferdinando IV di Borbone e della duchessa di Floridia, fino ad arrivare al primo ed al secondo piano della villa usufruendo dello scalone laterale.

### Piano terra
Entrati nella villa, al pian terreno, sono esposte delle porcellane e bozzetti di pittori napoletani del ‘600 e del ‘700. Nell'anticamera vi è un ritratto del duca di Martina di Salvatore Postiglione.

Oltre a dipinti di notevole importanza, questa zona del museo è caratterizzata anche dalla presenza di avori, smalti, tartarughe, coralli e bronzi di epoca medioevale e rinascimentale, maioliche rinascimentali e barocche e vetri e cristalli dei secoli XV- XVIII, mobili, cofanetti e oggetti d'arte.
Le sale sono ordinate secondo la numerologia romana e vanno dalla I alla XIV.

### Piano seminterrato

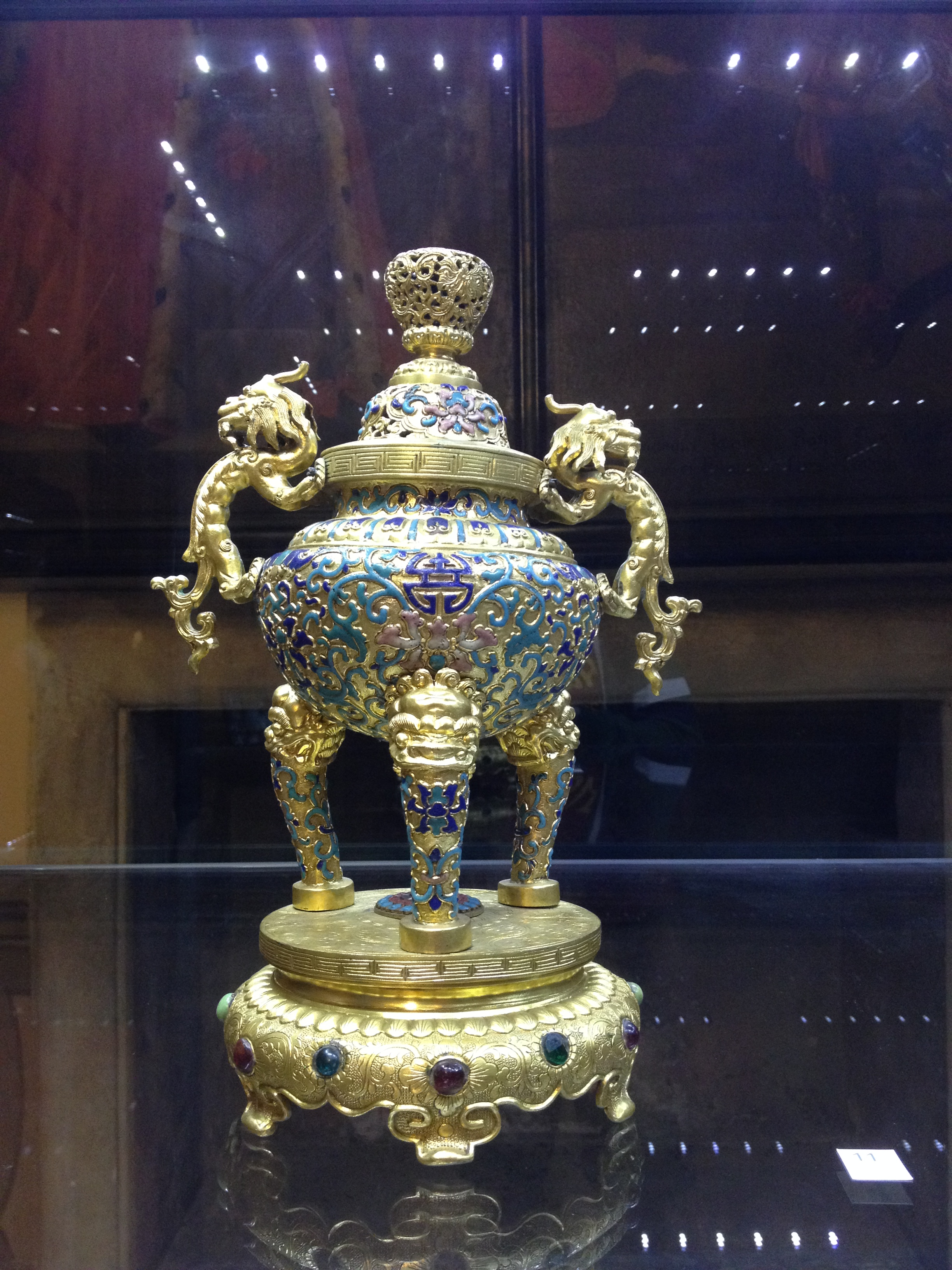
Bruciaprofumi, manifattura cinese del XVIII secolo.

Importante nucleo della raccolta, quello delle maioliche, è esposto al piano seminterrato del museo e comprende maioliche rinascimentali di Deruta, Gubbio, Faenza, Palermo ed ancora maioliche seicentesche di Castelli, in Abruzzo.
A testimoniare l'ampiezza e la varietà della raccolta sono ancora esposti sullo stesso piano vetri di Venezia e smalti limosini del Quattro e Cinquecento, cuoi, cofanetti, tabacchiere, coralli.
Ma l'elemento di maggiore rilievo è probabilmente la raccolta d'arte orientale, che, composta da 1200 porcellane, bronzi, giade e smalti si impone come una delle più importanti del settore in Italia. Della sezione di oggetti d'arte orientale, risulta di notevole importanza la collezione di porcellane cinesi di epoca Ming (1368 - 1644), Qing (1644 - 1911) e Giapponesi Kakiemon ed Imari.
Tale raccolta è presente dalla sala XXIII alla XXVIII.

### Primo piano

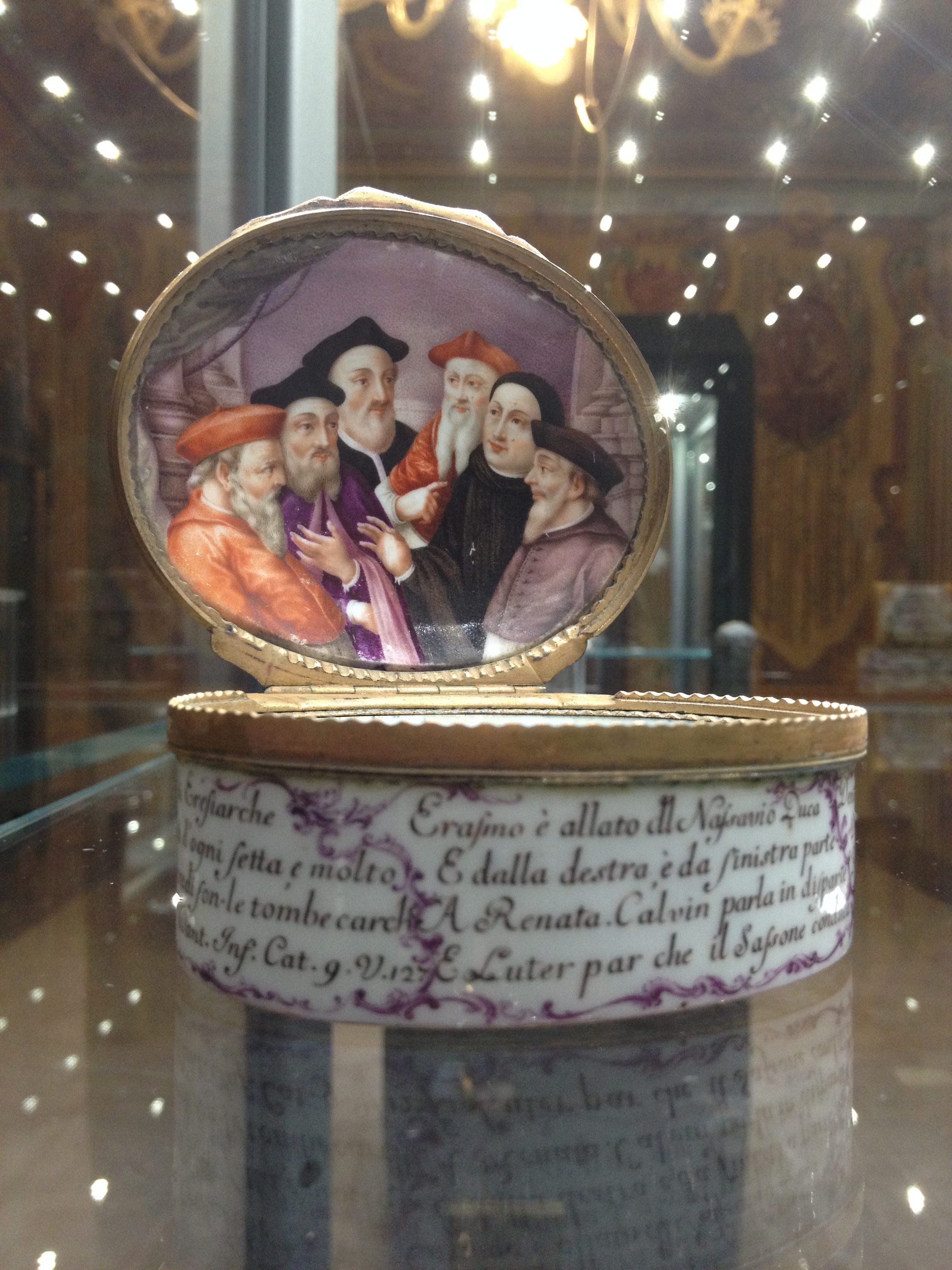
Tabacchiera degli eresiarchi, Porcellana Ginori a Doccia (1760).

Il primo piano del museo è interamente dedicato alle porcellane di manifattura europea, spiccano per importanza, qualità e numero dei pezzi le raccolte della manifattura sassone di Meissen, della manifattura borbonica di Capodimonte, e di quella del marchese Carlo Ginori a Doccia, oltre che il gruppo delle porcellane francesi di Chantilly, Rouen, Saint-Cloud, Mennency, ed una bella raccolta di Sèvres.
Al primo piano si possono visitare le sale dalla XV alla XXVIII.